# Nipponomontacuta actinariophila
Nipponomontacuta actinariophila — вид двостулкових молюсків родини Lasaeidae.

## Поширення
Вид поширений в припливній зоні узбережжя японських островів Хонсю і Кюсю.

## Опис
Мушля завдовжки 4 мм, завширшки 3 мм і завтовшки 1,8 мм. Мушлі несиметричні. На поверхні є неглибокі чіткі борозенки. Забарвлення червонувате з жовтуватим відшаруванням.

## Спосіб життя
Коменсал актинії Halcampella maxima.